# Кёниг, Фридрих Иоганн
Фридрих Иоганн Кёниг (нем. Johann Friedrich Gottlob Koenig; 17 апреля 1774, Айслебен — 17 января 1833, Целль-на-Майне) — немецкий изобретатель ротационной печатной машины.

## Биография
Фридрих Иоганн Кёниг родился 17 апреля 1774 года в городе Айслебене в семье преуспевающего фермера из Южной Саксонии. Он получил хорошее образование в городской гимназии, затем он прослушал курс лекций в Лейпцигском университете.
Первые технические усовершенствованния он придумал в 15 лет.
В 1806 году Фридрих Кёниг переехал в Лондон, где на его изобретение обратили внимание. В 1807 году три лондонских типографии выделили деньги Кенигу на постройку печатающей машины, и в 1810 г., при помощи магистра математики Андрея Бауэра, Кёниг собрал скоропечатный станок. За счет различных улучшений в конструкции станок мог производить до 400 оттисков в час.

### Скоропечатная машина цилиндрического типа
Первую скоропечатную машину цилиндрического типа Кёниг создал в 1810 году. В этом типе машины лист бумаги прокатывался цилиндром (барабаном) по форме с набором, укрепленной на талере, а краска подавалась с вращающегося валика.
Замена плоских поверхностей вращающимися цилиндрами позволила сразу в несколько раз увеличить производительность станка. В 1810 Кениг изготовил первую машину, и получил патент 10 марта 1810 г. Первым печатным произведением этой машины был приготовленный в апреле 1811 г. лист и в «Annual Register» на 1810 г.
Изобретение Кенига вызвало интерес у владельцев крупных газет. В 1814 году Кениг собрал для типографии «Таймс» две цилиндрические машины, которые печатали со скоростью 1000 оттисков в час, и после ряда изменений скорость увеличилась до 2000 листов.

### Дальнейшие усовершенствования
Затем Фридрих Кениг изобрел машину с двумя цилиндрами, печатавшую одновременно на двух сторонах листа. Заказы на неё стали поступать из разных стран.
Кениг разбогател, и в 1817 году вернулся в Германию. В Вюрцбурге он основал фирму «Кениг и Бауэр» по производству типографских машин. Позднее он наладил производство печатных машин, печатающих двумя красками.